# Piotr Donskow
Piotr Nikołajewicz Donskow, ros. Петр Николаевич Донсков (ur. ?, zm. 9 stycznia 1982 r. w USA) – kozacki wojskowy Białych podczas wojny domowej w Rosji, poeta, szef oddziału politycznego Sztabu Wojska Dońskiego, a następnie oficer Kozackiego Stanu, emigracyjny pisarz i publicysta
Uczył się w szkole średniej w Nowoczerkasku. Pod koniec 1917 r. wstąpił ochotniczo do oddziału partyzanckiego gen. Emmanuiła F. Semiletowa, walczącego z bolszewikami nad Donem. Po jego rozformowaniu w maju 1918 r., służył w wojskach Białych gen. Antona I. Denikina. Awansował do stopnia sotnika. Po wojnie domowej pozostał w Rosji. W czerwcu 1921 r. został aresztowany przez CzeKa za działalność kontrrewolucyjną. Po wyjściu na wolność w okresie NEP został właścicielem młyna wodnego, ale podczas "rozkułaczania" władze odebrały mu go. Podczas próby aresztowania zbiegł z rodzinnej stanicy, ukrywając się pod fałszywym nazwiskiem. Od 1924 r. P. N. Donskow pisał liczne wiersze. Był też autorem poematu teatralnego. Po zajęciu ziem Kozaków dońskich przez wojska niemieckie latem 1942 r., podjął kolaborację z okupantami. Był jednym z założycieli Sztabu Wojska Dońskiego, obejmując w stopniu sotnika funkcję adiutanta atamana płk. Siergieja W. Pawłowa. Jednocześnie został szefem oddziału politycznego, odpowiadającego za propagandę i agitację werbunkową, oddziału Sztabu w okupowanym Rostowie nad Donem. Od stycznia 1943 r. pełnił krótko funkcję burmistrza okupowanego Batajska, po czym wszedł w skład nowo sformowanego Kozackiego Stanu jako adiutant płk. S. W. Pawłowa, a po jego śmierci w poł. czerwca 1944 r. płk. Timofieja I. Domanowa. Napisał otwarty list do atamana gen. Piotra N. Krasnowa, w którym obwiniał go o zabójstwo płk. S. W. Pawłowa. Sprzeciwiał się podporządkowaniu pod koniec 1944 r. Kozackiego Stanu Siłom Zbrojnym Komitetu Wyzwolenia Narodów Rosji gen. Andrieja A. Własowa. W tym czasie objął funkcję redaktora naczelnego tygodnika "Kozacka Ława", organu prasowego Głównego Zarządu Wojsk Kozackich. Jego wiersze zostały wydane w jednym z pism emigracyjnych, wydawanym w Berlinie. Po zakończeniu wojny uniknął wydania Sowietom. Wyjechał do Argentyny. W 1960 r. zostały opublikowane w 2 tomach jego wspomnienia wojenne pt. "Дон, Кубань и Терек во Второй мировой войне. Историческая повесть о второй войне казачества с большевиками (1941-1945 гг.)". W 1961 r. zamieszkał w USA, gdzie założył niewielkie kozackie wydawnictwo książkowe. Pisał też artykuły do pisma emigracyjnego "Общеказачьий журнал".